# Permski okraj
Permski okraj (rusko Пе́рмский край, latinizirano: Permskij kraj, IPA: [ˈpʲɛrmskʲɪj ˈkraj]; komi-permjaško Перем ладор, latinizirano: Perem lador) je federalni subjekt Rusije (okraj), ki leži v vzhodni Evropi. Njegov upravni center je Perm. Leta 2010 je imel okraj 2.635.276 prebivalcev.
Okraj je nastal 1. decembra 2005 na podlagi referenduma z leta 2004, s katerim sta se združila Permska oblast in Komi-Permjakovsko avtonomno okrožje.

## Geografija
Permski okraj leži na vzhodu Vzhodnoevropskega nižavja na zahodnem pobočju Uralskega gorovja. 99,8 % okraja leži v Evropi, 0,2 % pa v Aziji.
Okraj meji na republiko Komi na severu, na Kirovsko oblast na severozahodu, na republiko Udmurtijo na jugozahodu, na Baškortostan na jugu in na Sverdlovsko oblast na vzhodu.

## Zgodovina
Območje Permskega okraja je bilo poseljeno že v paleolitiku (mesta Garči 1, Jelniki 2, Ganičata 1-2 idr.).
Na prelomu iz 1. na 2. tisočletje je južni del sodobnega Permskega okraj prišel pod vpliv volških Bolgarov, nato pa pod mongolsko-tatarsko zvezo (zlata horda).
Po smrtonosni mongolski invaziji na Rusijo je veliko ljudi pobegnilo v nedostopne predele tajge in močvirja na severu, od koder so ruski pionirji začeli s kolonizacijo in pokristjanjevanjem kamske regije. Takrat je bilo pod imenom Perm znano tudi območje severno in severozahodno od današnjega Permskega okraja in je upravno spadal pod Novgorodsko republiko, kasneje pa pod Moskovsko veliko kneževino.
Sredi 15. stoletja je bila oblikovana Permska velika kneževina, ki je bila odvisna od Moskovske velike kneževine in mogoče tudi od Novgorodske republike (do 1472). Spomladi 1505 se je obdobje Permske velike kneževine končalo in regiji so zavladali neposredno iz Moskve.
Ruska trgovska in industrialska družina Stroganovi je začela v permski regiji kopati sol. 4. aprila 1558 je Ivan Grozni podelil Grigoriju Stroganovu velika posestva na obeh bregovih Kame.
Med 8. marcem 1940 in 2. oktobrom 1957 se je Permska oblast imenovala Molotovska oblast.
28. januarja 1967 je bila Permska oblast odlikovana z redom Lenina.